# 이석기 (1907년)
이석기(李錫基, 일본식 이름: 安平錫基 또는 安平禎秀  , 1907년 11월 26일 ~ 1974년 6월 25일)는 일제강점기의 관료이며 대한민국의 정치인이다.

## 생애
일본 1939년 주오 대학 법학부를 졸업하고, 1939년 일본 고등문관시험 행정과에 합격하였다.
해방 후에도 계속 경력을 인정받아 공직에 임용되었고 대전부윤, 서울특별자유시 행정장관 등을 역임했다. 1949년 2월 8일에는 서울특별시 행정참사관에 임명되고, 7월 31일 전격 경질되었다.
1950년 제2대 국회의원에 당선되었다가, 1952년 부산 정치 파동 때 국제공산당 관련 혐의로 구속되었다. 1954년 제3대 국회의원으로 재선되었으며, 1960년 제5대 국회의원(민의원)에 당선되어 3선 의원이 되었다.
1966년 중앙농공사(中央農工社) 취체역사장을 지냈다. 이 외에도 내무위원장, 탄핵재판소심판관, 민주당 원내총무를 역임하였다.
2008년 민족문제연구소에서 친일인명사전에 수록하기 위해 정리한 민족문제연구소의 친일인명사전 수록예정자 1차 명단 관료 부문에 선정되었다.

## 역대 선거 결과
|  | 35.86% |

|  | 29.67% |

|  | 42.34% |

|  | 53.75% |

|  | 16.93% |

## 참고 자료
- 이석기 - 대한민국헌정회
- 이석기(李錫基) - 한국학중앙연구원

| 전임 방두환 | 제4대 미군정 충청남도 대전부윤 1946년 ~ 1947년 10월 29일 | 후임 이석기 |

| 전임 이석기 | 제5대 미군정 충청남도 대전부윤 1947년 10월 30일 ~ 1948년 | 후임 유광준 |

| 전임 소선규 | 서울특별시 행정장관 1948년 ~ 1949년 2월 7일 | 후임 이석기 (서울특별시 행정참사관) |

| 전임 이석기 (서울특별시 행정장관) | 서울특별자유시 행정참사관 1949년 2월 8일 ~ 1949년 7월 31일 | 후임 전예용 (서울특별시 부시장) |